# Larry Flynt Publications
Larry Flynt Publications, o LFP, Inc., es una compañía de entretenimiento para adultos de Estados Unidos fundada por Larry Flynt en 1976, dos años después de que Flynt comenzara a publicar la revista Hustler. La compañía originalmente iba a servir como la empresa matriz de esta revista.

## Hustler Video
Hustler Video es un estudio de cine pornográfico propiedad de LFP. En 2003, Hustler Video compró VCA Pictures, que mantiene una identidad de marca separada dentro del conglomerado LFP. Hustler Video ha producido varias películas premiadas y de mayor venta, como Snoop Dogg's Doggystyle, Snoop Dogg's Hustlaz: Diary of a Pimp y Who's Nailin' Paylin?.
En 2010, cuando AIDS Healthcare Foundation presentó una queja contra el grupo Hustler Video por no exigir a los actores usar condones y, por lo tanto, contribuir a la propagación del VIH, Michael H. Klein, presidente de LFP, respondió que la compañía no retrocedería grabando vídeos de sexo sin condones.